# Máday Izidor
Marosi Máday Izidor, születési nevén Mandel Izsák (Pest, 1839. július 26. – Budapest, Terézváros, 1925. április 3.) miniszteri tanácsos, közgazdasági író.

## Családja
Pesten élő, zsidó nagykereskedő család gyermeke. Apja Máday (Mandl/Mandel) János, édesanyja Tottis Eleonóra volt. Testvérei: Andor, István, Sándor, Paulina (később Herzberg Sándorhoz ment nőül) és Nina (később Mauthner Antal felesége).
Jánoshegyi Mauthner Ödön kertészeti szakíró, magkereskedő, gazdasági főtanácsos az ő unokaöccse volt.
Feleségével, böröllei Nagy-Szabó Lindával született fiaik:
- Máday Andor Izidor (1877–1958) jogász, könyvtáros, genfi egyetemi tanár,
- Máday István Ignác (1879–1959) neves orvos, neurológus, debreceni egyetemi tanár.

## Életpályája
Gimnáziumi tanulmányai után előbb a pesti tudományegyetem jogtudományi karán tanult. Kedvet azonban a gazdaságtudományok, mégpedig a mezőgazdaság iránt érzett, így gróf Károlyi György orosházi uradalmában kezdett gyakornokként dolgozni, majd 1857-ben a magyaróvári felsőbb gazdasági tanintézetbe iratkozott. Gazdász oklevelét 1859/1860-ra szerezte meg. 1860-ban ismét Károlyi Györgynél kapott állást egészen 1866-ig. Előbb gazdatiszti írnok volt, nemsokára kezelőtiszt. 1866-ban a Bittó-féle jószágon számtartó lett (1866–1867), majd 1867-ben Arad vármegyében jószágbérletre vállalkozott. 1868-ban Szende Béla, Arad vármegye akkori főispánja, tiszteletbeli főjegyzőnek nevezte ki. 1869-ben a földművelés-, ipar- és kereskedelemügyi minisztériumhoz fogalmazóvá s ugyanezen évben még „cím- és jelleggel felruházott”, 1870-ben pedig „valóságos” miniszteri titkárrá, 1880-ban osztálytanácsossá és 1891-ben osztályfőnökké nevezték ki. Az 1879-es székesfehérvári országos gazdasági kongresszuson a mezőgazdaság érdekeinek erőteljesebb felkarolását követelte.
A Magyar Tudományos Akadémia 1883. június 25-én a nemzetgazdasági bizottságba kültagjának választotta. Kiváló szolgálatai elismeréséül 1895. január 7-én miniszteri tanácsos lett. Kitüntették a III. osztályú Vaskorona-renddel, a svéd Wasa- s a francia „Pour le Mérite Agricole” renddel. Több egyesület elnöke, alelnöke és igazgató-választmányi tagja, a Csík-, a Hont-, a Pest- és a Szatmár vármegyei, továbbá a kecskeméti és a Szécsény vidéki gazdasági egyesületek tiszteletbeli tagja volt. 1899. február 17-én magyar nemességet kapott és ehhez április 13-án a „marosi” előnevet.
1904-ben betegsége miatt lemondott aktív minisztériumi tisztségéről. Jobb keze lebénult, de tevékenységét, szervező és szerkesztő munkáját (főként az Állatvédő Egyesület, a méhészet és az alkohol elleni küzdelem terén) változatlan aktivitással folytatta. Szalonjának szorgalmas látogatói, legmeghittebb barátai Herman Ottó, Bezerédj Pál és Beöthy Zsolt voltak.
Az Országos Állatvédő Egyesületnek 1899-től 1917-ig volt az elnöke. Elnöksége idején az Állatvédelem és Gyermeknaptár című lapokat is ő szerkesztette. Herman Ottó amerikai minta alapján 1900-ban felvetett indítványának hatására Máday Izidor 1906 márciusában előterjesztést tett Apponyi Albert vallás- és közoktatásügyi miniszternél, hogy vezessék be a Madarak és fák napjának megünneplését a magyarországi iskolákban. Ezzel összefüggésben hozta létre 1907-ben az Országos Ifjúsági Madárvédő Ligát. 1908-ban a Magyarországi Állatvédő Egyesületek Szövetségének megalakításában is nagy részt vállalt, így 1908 májusától az Állatvédelem című lap, már az előbbi szövetség és az Országos Állatvédő Egyesület közös közlönyeként jelent meg.

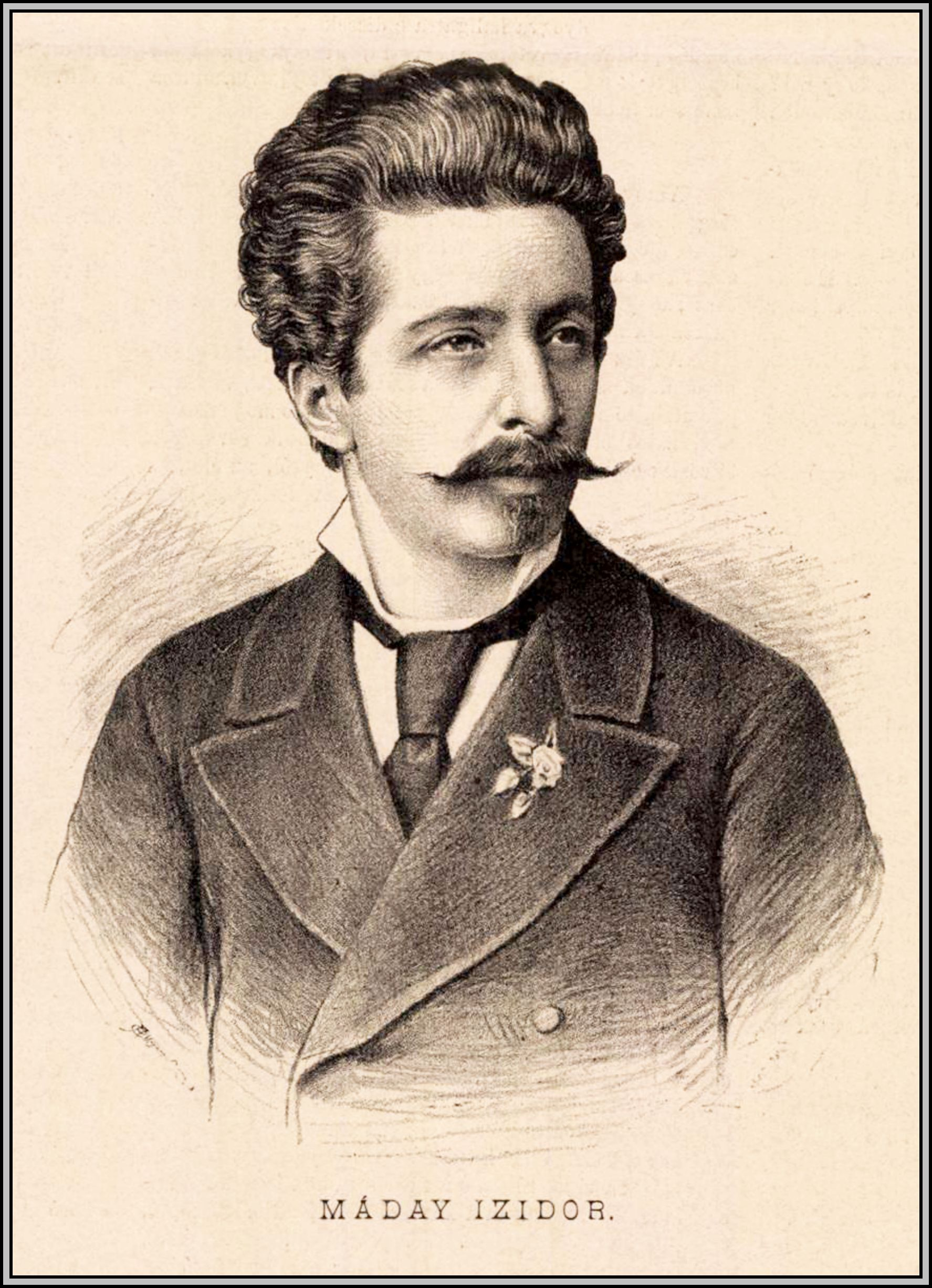
Máday Izidor arcképe 1883 körül

Minisztériumi tevékenysége során a filoxéra sújtotta szőlőbirtokok újratelepítése érdekében ő készítette elő a telepítésről szóló 1894. évi V. törvénycikket, valamint a bortermelés általános érdekeit védelmező 1896. évi V. törvénycikket. A méhészet előmozdítását is szívén viselte.
Ő szerkesztette a Közgazdászati Hetilapot 1870. január 3-tól április 30-ig, melyet Bernáth Dezsővel együtt adtak ki. Máday Izidor alapította a Földmívelési Érdekeinket és melléklapját, a Falusi Gazda című néplapot, melyet alapításától, 1873. november 3-tól 1877 végéig ő szerkesztett. Ugyancsak szerkesztője volt a Magyar Gazda című lapnak, mely a Politikai Újdonságok melléklete volt 1874-ben. A Falusi Gazda Naptára az 1875–1878 közötti időszakra és a Jegyzék-napló Gazdák számára című kiadvány évfolyamai 1873–1878 között szerkesztésében jelentek meg. Morócz Istvánnal közösen szerkesztették a Gazdák Lapját 1878–1880 között. Ő alapította 1879-ben és szerkesztette a kezdetektől a Magyar Föld című gazdasági napilapot. Munkatársa volt a Köztelek lapnak is.
Még életében, 1917 júniusában a Pozsonyi Állat- és Madárvédő Egyesület választmánya elhatározta, hogy „Máday Izidornak, az Országos Állatvédő Egyesület nagyérdemű elnökének a pozsonyi városligeti díszkert egyik 100 éves fáján művészi emléktáblát állít”. Máday betegsége miatt már nem tudott részt venni az ünnepségen.
Hosszú betegség után 1925. április 3-án hunyt el. Sírja az alsószalmavári Nagy-Szabó és Szalmavári Kovács családi sírkápolnában található, Vanyola községben.

## Cikkei
- Jelentés a békésmegyei gazdasági egyesület által Békés-Csabán rendezett aratógépversenyről. (Gazdasági Lapok. 1869. 26. sz.)
- A Narbuth-féle kendergyártás megtekintésére kiküldött bizottság jelentése. (Egyesületi Közlemények. I. 1870. 229. oldal)
- A világ- vagy nemzetközi kiállítások haszna és jelentősége. (Gyakorlati Mezőgazdaság. 1872. 21. sz.)
- A világkiállítások történetéről. (Gyakorlati Mezőgazdaság. 1872. 22. sz.)
- A phylloxera ügyében. Egy szó gazdatisztjeinkhez. (Borászati Lapok. 1874. 19. sz.)
- A phylloxera ügyében. (Természettudományi Közlöny. 1874. VI. 397. oldal)
- Szarvasmarha-tenyésztésünk emeléséhez. (Földmívelési Érdekeink. 1874. 11–16. sz.)
- Egy szó gazdatisztjeinkhez? (Földmívelési Érdekeink. 1874, 60. sz.)
- A phylloxera. Ábrákkal. (Magyar Gazda. 1874. 12. sz.)[20]
- Az állam és mezőgazdaságunk. (Nemzetgazdasági Szemle. 1874)
- Élőállat-kivitelünk a külföld előtt. – A borgyártás kérdése. – Adatok a gazdasági tanügy és a reá fordított államsegélyről. (Nemzetgazdasági Szemle. 1877)

## Munkái
- Népszerű útmutatás a lennek belga mód szerint mívelése és kikészítéséről. Különös tekintettel Felső-Magyarország viszonyaira. Kiadja a földmívelési-, ipar- és kereskedelemügyi minisztérium. Pest, 1869 (Németül. Pest, 1869)
- Jelentés és javaslat az országos gazdasági egyesülethez egy országos gazdasági múzeum czélszerű szervezése tárgyában. Pest, 1871
- A világkiállítások. Útmutatás az azokban résztvenni szándékozóknak. Pest, 1872. Megtekintve: 2020-07-05 (Németül. Pest, 1872)
- Adatok a gazdasági oktatás szervezésének kérdéséhez Magyarországon. Pest, 1872
- Szarvasmarhatenyésztésünk emelésének eszközeiről. A magyar országos gazdasági egyesület szarvasmarha-tenyésztési szakosztályának megbízása folytán az 1874. február 9. ülésén előadva. Budapest, 1874
- A magyar gazdatiszti nyugdíj- és segélyegylet alapszabály-tervezete. Budapest, 1875 (névtelenül)
- A szőlők veszedelme. A phylloxera természete és irtása. Hazai szőlőbirtokosaink figyelmeztetéseül. Budapest, 1876. 19 ábrával és egy térképpel
- A növénytermelés és gabonakereskedés kérdései. Előadó ... Budapest, 1880 (Az országos magyar gazdasági egyesület által gazdasági bajaink kipuhatolása és orvoslása érdekében tartott Enquète-tárgyalások I.)
- A földmivelés-, ipar- és kereskedelemügyi minisztérium intézetének és közegeinek kiállítása a mezőgazdasági csarnokban. Budapesti általános országos kiállítás. Budapest, 1885.
- Adatok az alkoholizmus kérdésének ismertetéséhez. Budapest, 1905
- Az Országos Állatvédő Egyesület huszonöt évi működése és az állatvédelmi törekvések Magyarországban; Grimm, Budapest, 1907 Megtekintve: 2020-07-05
- Vogelschutz-Bestrebungen in Ungarn. Organisierung der gesellschaftlichen Mitarbeit; Pátria, Budapest, 1910
- Máday Izidor–Chernel István: Madárvédelmi törekvések Magyarországban. A társadalom közreműködése; Pátria Ny., Budapest, 1911  Megtekintve: 2020-07-05
- Bezerédj Pál emlékezete (Budapest, 1919)